# Filip Platter
Filip Platter (9 agosto 1997) è un ex sciatore alpino svedese.

## Biografia
Specialista delle prove veloci attivo dal novembre del 2009, Platter ha esordito in Coppa Europa il 14 gennaio 2016 a Radstadt in supergigante (88º) e ai Campionati mondiali a Åre 2019, sua unica presenza iridata, dove è stato 45º nella discesa libera; in Coppa Europa ha ottenuto il miglior piazzamento il 18 marzo dello stesso anno a Sella Nevea in supergigante (34º) e ha preso per l'ultima volta il via il 29 febbraio 2020 a Kvitfjell in discesa libera (46º). Si è ritirato al termine di quella stessa stagione 2019-2020 e la sua ultima gara è stata la discesa libera dei Campionati svedesi juniores 2020, disputata l'11 marzo a Duved; non ha debuttato in Coppa del Mondo e non ha preso parte a rassegne olimpiche.

## Palmarès

### Campionati svedesi
- 2 medaglie:
  - 1 argento (discesa libera nel 2017)
  - 1 bronzo (supergigante nel 2017)